# Cis-3-Heksen-1-ol
cis-3-Heksen-1-ol – organiczny związek chemiczny z grupy alkoholi nienasyconych. Substancja jest bezbarwną, oleistą cieczą o intensywnym zapachu świeżo ściętej trawy lub liści. Słabo rozpuszcza się w wodzie, lecz dobrze w etanolu. cis-3-Heksen-1-ol jest produkowany w niewielkich ilościach przez większość roślin. Związek jest bardzo ważnym odorantem. Jego roczna produkcja wynosi około 30 ton.